# Michel Maly
Pour les articles homonymes, voir Maly.
Michel Maly est un artiste peintre français, né à Blois le 31 mars 1936 et mort à Montélimar le 17 octobre 2018.

## Biographie
Né d’un père médecin, émigré russe et d’une mère passionnée par la littérature et l’art, il baigne dès son enfance dans un milieu artistique. 
Fuyant la guerre, la famille s’installe à Montélimar, dans la Drôme où ils s’établiront. Il épouse en 1956, Jacqueline Foucteau. Ils auront 3 enfants, Caroline en 1956, Xavier, futur comédien connu, en 1959 et Séverin, futur galeriste à Paris, en 1966.
En 1968, il est lauréat du Prix Fénéon, présidé par le recteur de la Sorbonne, décerné par un jury composé, entre autres, de Louis Aragon, Jean Paulhan, Michel Butor, George Besson, etc.

## Expositions
En 1959, il fait ses deux premières expositions, au Cercle Littéraire « Connaitre » à Genève, présentée par le poète Alain Borne, puis chez Denise Mermillon à la Galerie St Georges à Lyon, fief de la peinture Lyonnaise où il exposera très régulièrement jusqu’à sa fermeture.
- 1960 : Galerie Crillon, Avignon[5].
- 1967 : Galerie Cinq-Mars, Paris[3]
- 1987, 1990 (Maly - Ostende, Venise, New York), 1997, Galerie 26, 31, rue de Penthièvre, Paris[3].
- 1993 : Retrospective « 35 ans de peinture » organisée par la ville de Montélimar, Château des Adhémar[6].
- Septembre-novembre 2002 : Maly - La Toscane et Venise, Galerie Séverin Maly, 11, rue Guénégaud, Paris[1].
- 2003 : Musée d’Art Sacré du Gard, Pont Saint Esprit[7],[8].
- Novembre 2005 : Galerie du Théâtre, Besançon.
- 2010 : Galerie Woolff, Londres[9].
- 2012 : Centre International d’Art Raymond du Puy, le Poët Laval[5],[10].
- Août-septembre 2013 : Musée Ernest-Cognacq, hôtel de Clerjotte, Saint-Martin-de-Ré[11],[12],[13].
- Août 2017 : maison Caillaud, Ars-en-Ré[14].

## Œuvres
Ses œuvres sont présentes dans d’importantes collections privées, en France, ainsi qu’en Australie, à Taïwan, à Hong-Kong, en Irlande, en Suisse, en Angleterre et aux Etats-Unis, ainsi que dans différents musées.
Il a participé en outre à de nombreux salons dont, l’Art Ireland de Dublin, le Line art de Gand en Belgique, le London Art Fair et l’Art Royal College à Londres et l’Art Fair de Glasgow.

### Collections publiques
- Fonds national d'art contemporain, Puteaux, Mer du Nord, huile sur toile 73x116cm, 1972 (œuvre en dépôt au Consulat général de France à Los Angeles)[15].

## Réception critique
- « Il peint des scènes souvent animées de nombreux personnages situées à Paris, New York, Venise ou Florence. De sa formation lyonnaise, où il a rencontré André Cottavoz, Jean Fusaro, Jacques Truphémus, il tient sa narration expressionniste et sa technique largement empâtée. » - Dictionnaire Bénézit[8]